# Setenta
70 (setenta, LXX) é um número natural. Ele é precedido pelo 69 e sucedido pelo 71.
- É também o nome de uma tradução do texto sagrado judeu para o grego, efetuada no século III a.C. – pois a tradução teria sido feita por setenta rabis. Para mais informações veja Septuaginta.
- É par e composto, sendo seus divisores 1, 2, 5, 7, 10, 14 e 35 além dele mesmo. Sendo a soma destes 74 > 70, trata-se de um número abundante.
- Pode ser escrito de cinco formas distintas como a soma de dois números primos: {\displaystyle 70=3+67=11+59=17+53=23+47=29+41\,}. Veja conjectura de Goldbach.